# Zhu Jianhua
Zhu Jianhua (chiń. upr. 朱建华; chiń. trad. 朱建華; pinyin Zhū Jiànhuá; ur. 29 maja 1963 w Szanghaju) – chiński lekkoatleta, skoczek wzwyż, medalista olimpijski (1984), uczestnik igrzysk olimpijskich w Seulu (1988).
Brązowy medalista mistrzostw świata w Helsinkach (1983) i Igrzysk Olimpijskich w Los Angeles (1984). Wielokrotny złoty medalista Mistrzostw Azji w lekkoatletyce oraz igrzysk azjatyckich. 3-krotny rekordzista świata (do 2.39 w 1984).

## Rekordy życiowe
- Skok wzwyż – 2,39 m (1984) były rekord świata
- Skok wzwyż (hala) – 2,31 m (1986) były rekord Azji